# Ekayana
Ekayana (Sanskrit eka-yāna; chinesisch 一乘, Pinyin yīshèng, W.-G. i-sheng; Hangeul 일승, il seung; japanisch 一乘, ichi jō; vietnamesisch nhất thừa; tibetisch: theg pa gcig pa; deutsch: „das eine Fahrzeug“) wird in einigen Schulen des Mahayana-Buddhismus als das höchste oder eigentliche Fahrzeug – auch Buddha-yāna genannt – gesehen.
Die restlichen Strömungen beziehungsweise Lehrgebäude (Fahrzeuge; z. B. Hīnayāna und Mahāyāna oder auch das Triyāna aus verschiedenen Lehren für Śrāvakas, Pratyeka-Buddhas und Bodhisattvas) verkünden nach dieser Auffassung keine letztgültige Wahrheit. Die Lehren der anderen Fahrzeuge sind demnach nur „geschickte Mittel“ (Upaya), die zur Befreiung hinführen sollen und haben als konventionelle Wahrheiten somit nur relative Gültigkeit. Die Unterschiede der einzelnen buddhistischen Fahrzeuge ergeben sich daraus, dass sie für Menschen mit unterschiedlichen Ausgangsbedingungen gedacht sind. Obwohl es viele Methoden und Wege gibt, gibt es letztendlich nur den einen Buddhaweg – „das eine Fahrzeug“.

## Schulen und Traditionen
Beispiele für Erwähnungen des Ekayana finden sich in fast allen wichtigen Schriften des Mahayana, unter anderem im Srimala-Sutra, Lankavatara-Sutra, Avatamsaka-Sutra und Lotos-Sutra. Die darin dargestellten Ideen und die sich darauf beziehenden Kommentare späterer Autoren bilden eine Lehrgrundlage der Hua-yen- oder Kegon-Schule und der Tiantai- beziehungsweise Tendai-Schule.
Im Gegensatz zur Tendai-Schule behauptete die Hossō-Schule, dass das Hinayana und andere Fahrzeuge nicht ohne weiteres unter das Ekayana subsumiert werden könnten.
Der im Westen lehrende buddhistische Mönch Thích Nhất Hạnh sieht die verschiedenen buddhistischen Traditionen im Licht des Ekayana: Der Buddha, die Mittel voller Geschick benutzend, sagt, hier ist ein Weg, da ein anderer, und dies ist ein dritter Weg – die Menschen können sich einen auswählen –, aber in Wirklichkeit gibt es nur einen Weg (ekayana). […] Heutzutage praktizieren die Menschen im Westen Theravada, Zen, Reines Land, Vajrayana und viele andere buddhistische Traditionen, und wir wissen, dass sie alle dem wahren Weg des Buddha folgen. Durch das Lotus Sutra sind Frieden und Versöhnung unter den Praktizierenden möglich geworden.

## Das Ekayana in der buddhistischen Literatur
Im Lankavatara-Sutra steht: „Solange es einen Verstand gibt, der verstandesmäßig Anstrengungen macht, gibt es keinen Gipfelpunkt in bezug auf die Fahrzeuge; wenn aber ein Umschwung im Verstand stattgefunden hat, dann gibt es weder ein Fahrzeug noch jemanden, der es benutzt. Tatsächlich gibt es keine Aufstellung von Fahrzeugen und deshalb spreche ich von einem Fahrzeug; aber zum Zwecke des Transports der Unwissenden spreche ich von der Vielfalt der Fahrzeuge.“
Im dritten Kapitel des Lotus-Sutra wird das „Eine Fahrzeug“ mittels der Metapher der Welt als brennendes Haus erklärt. Dabei lockt der Vater (Buddha) seine im Spiel vertieften Kinder aus dem brennenden Haus, indem er ihnen sagt, er habe draußen verschiedene Wagen, je mit Ziegen, Rehen oder großen Ochsen bespannt (diese stehen für die verschiedenen Fahrzeuge) und für sie zum Spielen eigens hergerichtet. Die Kinder laufen aus dem Haus und ihr Leben ist gerettet. Nach Verlassen des Hauses verlangen die Kinder nach den ihnen versprochenen drei Wagen. Der Vater schenkt daraufhin jedem von ihnen einen prächtig verzierten, großen und weißen Ochsenwagen (der für das Ekayana steht).
Im Avatamsaka-Sutra wird Ekayana nicht ausdrücklich erwähnt. Durch das im Sutra beschriebene Konzept der gegenseitigen Durchdringung wurde jedoch eine wichtige Grundlage für die Sichtweise des Ekayana in der Hua-Yen-Schule geliefert.

## Wortherkunft und Abgrenzung
Der Begriff Ekayana stammt ursprünglich aus vedischer Zeit und bedeutet bereits in der Brihadaranyaka Upanishad eine „spirituelle Reise“.
Im Pali-Kanon (Satipatthana Sutta) wird ein ähnlicher Begriff – ekāyana – verwendet, der typischerweise mit „Direkter Weg“ oder „Einziger Weg“ übersetzt wird. Hier wird dieser Begriff verwendet, um verschiedene Meditationstechniken (Achtsamkeitsmeditation) zu beschreiben. Ekāyana wird aus den Wörtern ekā (einzige, Eins) und ayana (gehen, führen) zusammengesetzt, während ekayāna (das eine Fahrzeug) sich aus den Wörtern eka und yāna zusammensetzt.